# Levantamiento de Izhevsk-Vótkinsk
El Levantamiento de Izhevsk-Vótkinsk fue un alzamiento contra el Gobierno soviético que tuvo lugar en la gubérniya de Viatka entre agosto y noviembre de 1918, durante la Guerra Civil Rusa.
Descontentos con diversas medidas del Gobierno, veteranos de la Primera Guerra Mundial se alzaron contra el sóviet bolchevique de la localidad y recibieron pronto el apoyo de los obreros de las importantes fábricas de armamento de Izhevsk y del campesinado de los alrededores. La rebelión se extendió pronto por la provincia y el Comité de antiguos diputados de la Asamblea Constituyente Rusa logró formar una gran fuerza armada para enfrentarse a los bolcheviques. La falta de apoyo de otras autoridades contrarias al Gobierno de Moscú, el refuerzo de las unidades de este en la zona y las dificultades crecientes para mantener las unidades militares llevaron al aplastamiento del alzamiento en noviembre de 1918, aunque miles de combatientes y refugiados partieron a Siberia para seguir luchando contra los soviéticos, primero en las filas del efímero Directorio de Omsk y, más tarde y con mayores reticencias, en las del almirante Aleksandr Kolchak.

## Antecedentes

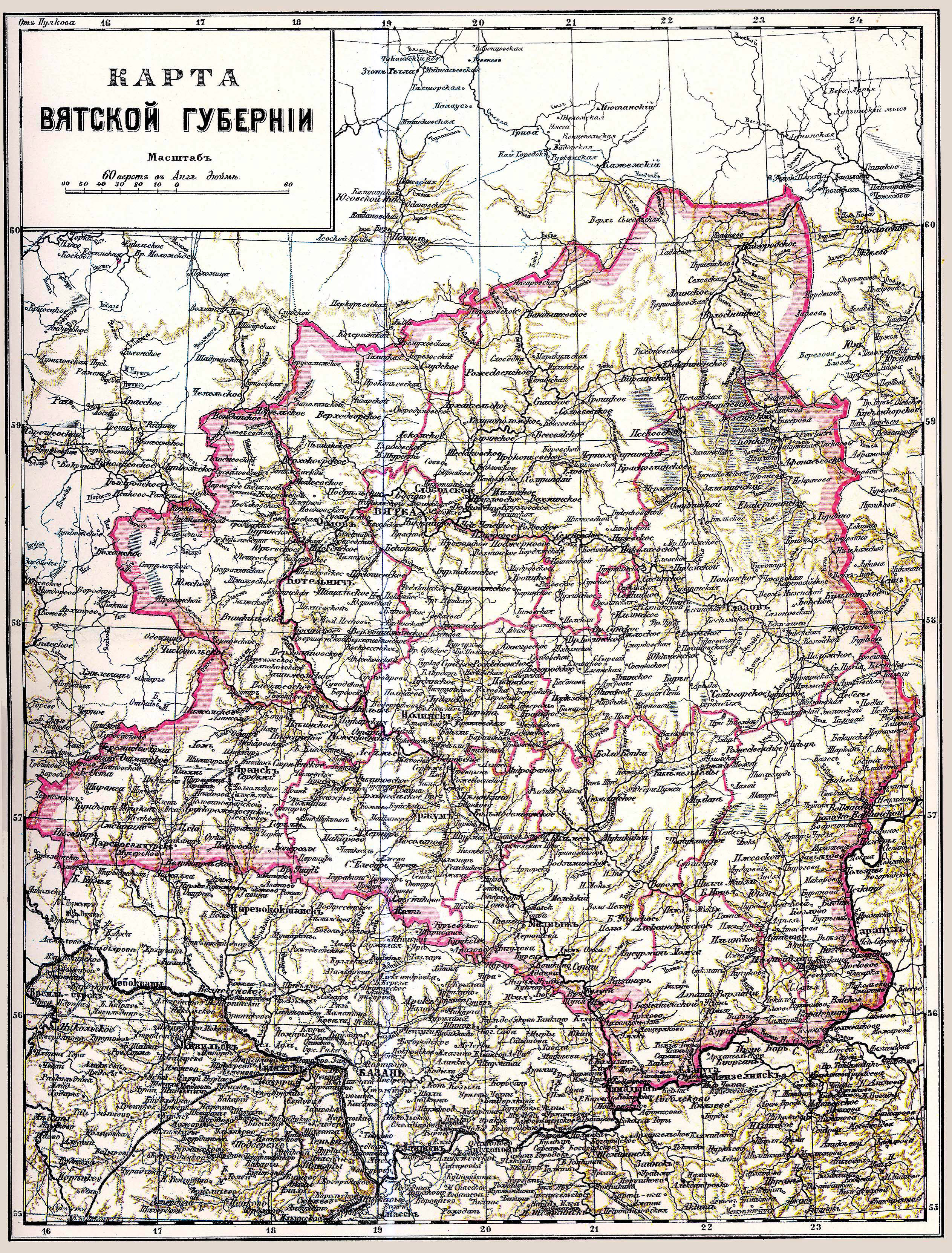
Mapa de la gubérniya de Viatka, por donde se extendió la revuelta comenzada en Izhevsk.

Izhevsk formaba parte de la gubérniya de Viatka y se halla en el valle del principal afluente del Volga, el río Kama. Desde 1762 contaba con fundiciones que eran una de las principales fuentes de fusiles del Ejército ruso. Sus trabajadores, mimados por los responsables de la artillería imperial, se encontraban entre los mejor pagados del Imperio ruso y sus condiciones de vida eran mucho mejores en general que las de los obreros de Petrogrado y Moscú. El apoyo de los trabajadores de la ciudad a los socialdemócratas antes de la Primera Guerra Mundial fue escaso, y sus simpatías se dirigían más bien a los socialrevolucionarios, en parte por el origen campesino y los lazos con el agro que aún mantenían muchos de ellos. El estallido de la guerra no trajo un aumento del entusiasmo revolucionario entre los obreros de Izhevsk y la persecución policial a la débil organización local bolchevique prácticamente la eliminó.
La situación comenzó a cambiar cuando el Gobierno zarista implantó la disciplina militar y aumentó las horas de trabajo en las fábricas para tratar de aumentar la producción en 1916, lo que se sumó a la creciente inflación, que afectó al poder adquisitivo de los trabajadores. En febrero de 1917, se produjo una gran huelga en la ciudad que, sin embargo, fracasó por la amenaza de las autoridades de enviar a los huelguistas al frente. La composición del proletariado local, reforzado por más de quince mil obreros traídos para aumentar la producción, también varió con la llegada de miles de obreros de Moscú y Petrogrado.

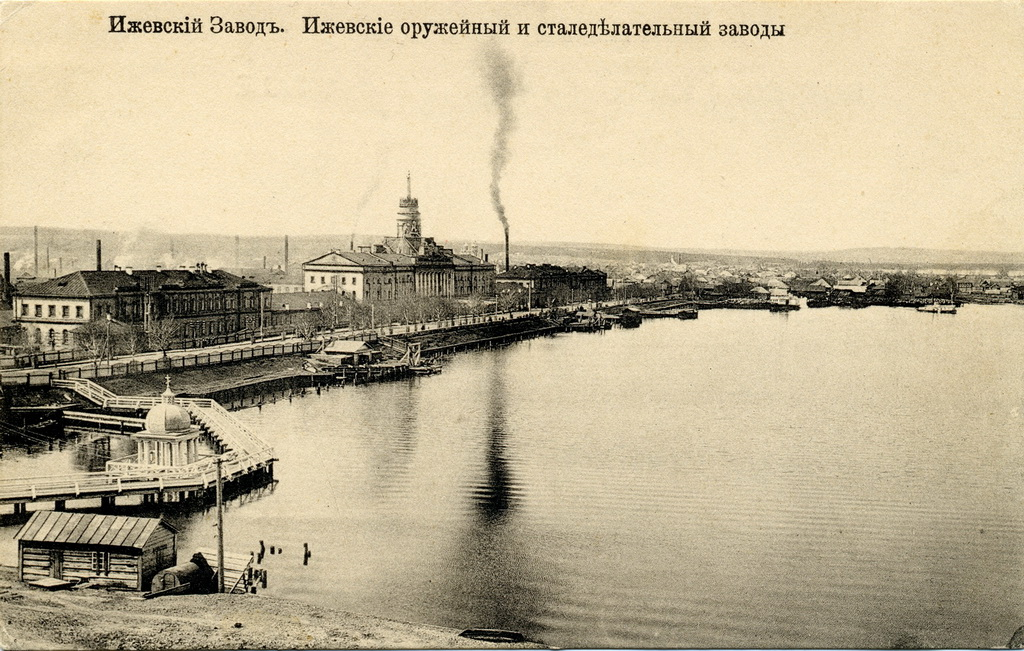
Vista de Izhevsk, de sus fábricas de armamento y del río Kama hacia 1916.

Tras la Revolución de Febrero de 1917, la habilidad del gobernador militar de la ciudad, el general Kudriávtsev, calmó los ánimos al conceder las peticiones que habían llevado a la huelga. Las primeras elecciones a los sóviets de trabajadores (consejos) dieron una mayoría a los socialrevolucionarios y mencheviques. La fuerza de los bolcheviques, que se separaron de los mencheviques en mayo, era escasa entre los trabajadores de la ciudad. La radicalización del proletariado de la localidad durante el otoño no llevó, como en otros lugares, a un crecimiento únicamente del respaldo a los bolcheviques: en Izhevsk estos tuvieron que competir con los socialrevolucionarios maximalistas, una escisión radical de los socialrevolucionarios surgida a comienzos del verano de 1917. Los maximalistas defendían el control obrero de la industria, la entrega de las tierras estatales y eclesiásticas a los campesinos, la implantación de la jornada de ocho horas, el fin de la guerra, el derrocamiento del Gobierno provisional ruso y la creación de un Gobierno soviético y la legitimidad del terrorismo y el asesinato para lograr sus objetivos.
Cuando tuvo lugar la Revolución de Octubre, el sóviet local estaba ya dominado por un bloque bolchevique-maximalista, que aprobó el reconocimiento del nuevo Gobierno bolchevique y la toma del poder local con la abolición de las autoridades del Gobierno Provisional. En las elecciones de la Asamblea Constituyente Rusa, los bolcheviques obtuvieron catorce mil de los veintiséis mil de la ciudad y en enero tomaron, junto con los maximalistas, el control de las fábricas de armamento. A pesar del respaldo a los bolcheviques en la ciudad, su predicamento en la región en su conjunto era muy escaso. En 1918 la ciudad contaba con alrededor de cien mil habitantes.
El comienzo de las requisiciones de alimentos en el campo ordenado por los bolcheviques deterioró la situación, a lo que se unió la ruptura entre estos y los maximalistas en la ciudad. El Tratado de Brest-Litovsk, la creciente supervisión estatal en las fábricas y la presión contra los sindicatos y sobre la Guardia Roja para que se uniese al Ejército Rojo disgustaron a los maximalistas. Algunas unidades de la Guardia que temían ser incorporadas por la fuerza al Ejército se rebelaron, sembraron el caos en la ciudad y asesinaron indiscriminadamente. La revuelta fue sofocada el 20 de abril gracias al envío de refuerzos del Ejército y marineros desde Kazán y los bolcheviques impusieron su control, débil, en la ciudad. La ira por las requisiciones en el campo, la reciente rebelión, la escasez de alimentos y la abolición de las elecciones libres en los sindicatos aumentaron el descontento hacia los bolcheviques.
En las elecciones a los consejos de mayo de 1918, mencheviques y socialrevolucionarios recuperaron la mayoría que habían perdido el otoño anterior. Inmediatamente aprobaron resoluciones de condena contra varias acciones del Gobierno (la abolición de la asamblea constituyente, la firma del tratado de paz, la abrogación de derechos civiles...) que contaron con amplio respaldo en las fábricas de Izhevsk. En junio, la nueva victoria de mencheviques y socialrevolucionarios en las elecciones al comité ejecutivo del consejo local llevó a los bolcheviques a solicitar refuerzos de Kazán, llamar en su ayuda a la Guardia Roja local, para entonces bajo su control, y negarse a entregar el control del consejo a los vencedores de las votaciones. Los representantes de los partidos vencedores fueron arrestados y los antiguos delegados bolcheviques volvieron a ocupar sus puestos. La oposición a los bolcheviques, sin embargo, continuó.

## Estallido de la rebelión
En el verano de 1918, la revuelta de la Legión Checoslovaca debilitó el control bolchevique en la región; la Legión y las fuerzas antibolcheviques surgidas gracias a su alzamiento avanzaban por los Urales. Esto llevó al consejo local a enviar parte de sus fuerzas a defender Kazán, por lo que apenas un cuarto de millar de hombres armados fieles a los bolcheviques permanecían en la ciudad. Ante la caída de Kazán el 6 de agosto, las peticiones de refuerzos se hicieron más perentorias, a pesar de la hostilidad de los veteranos de la ciudad a regresar a filas. Las peticiones de alistamiento de voluntarios fracasaron.
Cuando el 5 de agosto el consejo movilizó a los nacidos en 1898 y 1899, la Unión de Veteranos se negó a que sus afiliados ingresasen en las fuerzas armadas sin recibir de inmediato armas y uniformes, que pensaba utilizar para rebelarse contra las autoridades. El consejo ordenó la disolución de la Unión y la detención de sus dirigentes, lo que desencadenó el alzamiento en la ciudad. El levantamiento, ocurrido apenas unos días después de que Vladímir Kápel tomase Kazán para el Komuch, supuso la mayor rebelión obrera contra los bolcheviques de la guerra civil.

## Desarrollo

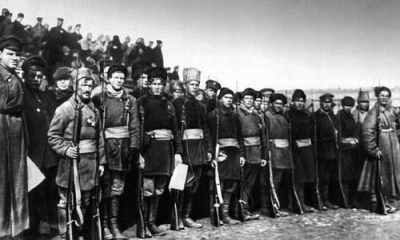
Trabajadores de Izhevsk y Vótkinsk de las fuerzas antibolcheviques.

La Unión comenzó a manifestarse contra las autoridades, a exigir la liberación de los detenidos y a solicitar el apoyo de los obreros. El 8 de agosto, los bolcheviques abandonaron la ciudad, que estaba en manos de los rebeldes, armados estos por los trabajadores de las fábricas que se unieron a la persecución de los bolcheviques locales. Los dirigentes políticos arrestados en junio fueron liberados y el nuevo comité ejecutivo tomó las riendas de la rebelión, llamando en su auxilio a obreros y campesinos. El comité acató la autoridad del Komuch instalado en Samara como heredero de la asamblea constituyente. Este, sin embargo, no prestó demasiada atención a la ciudad, alejada del centro de Gobierno.
El consejo local entregó el poder a los diputados de la asamblea presentes en la ciudad, que formaron el «Comité de Miembros de la Asamblea Constituyente del Valle del Kama». El Comité fue la autoridad suprema en el territorio rebelde hasta noviembre de 1918 y lo presidió el socialrevolucionario V. I. Buzanov. El Comité promulgó inmediatamente una serie de disposiciones: el paso de los consejos a meros órganos de clase, la restauración de los zemstvos, del libre comercio de grano, libertad de prensa y de expresión o confirmación de la abolición de la pena de muerte. A pesar de los intentos del Comité de moderar el trato hacia los bolcheviques capturados, este fue atroz e incluyó el ahogamiento de prisioneros en el río.
El Comité tuvo que organizar una fuerza armada que, a imitación de la del Komuch, se llamó «Ejército Popular», careció de generales en sus filas y prohibió el uso de charreteras, símbolo del Ejército zarista. El alistamiento voluntario apenas produjo una fuerza de cinco mil hombres y pronto se pasó a las levas. Esto condujo al reclutamiento de veinte mil hombres en la ciudad y entre cinco mil y diez mil en los alrededores, la mayoría campesinos hostiles a los bolcheviques. La negativa del Comité a admitir a soldados del Ejército Rojo en sus filas le perjudicó. Las fuerzas del Comité formaban parte formalmente del «Ejército Popular» del Komuch, de unos treinta mil hombres inicialmente. Este «Ejército Popular de Ízhevsk» era nominalmente leal a Kolchak.
Al comienzo, las autoridades del Comité no tuvieron problemas financieros o armamentísticos para abastecer a sus tropas. A principios de agosto, las unidades del Comité habían tomado la totalidad de la gubérniya y diversas ciudades, incluyendo la capital Sarapul y el importante centro industrial de Vótkinsk (17-21 de agosto), al noreste. De tamaño similar a Izhevsk, Vótkinsk contaba con altos hornos, fábricas de armas y una evolución respecto a los bolcheviques muy similar. Vótkinsk contribuyó al ejército del Comité con unos diez mil hombres, casi todos obreros, lo que ayudó a aumentar considerablemente las fuerzas del mismo, que alcanzaron alrededor de 35 000-75 000 hombres. Se habían reclutado de cincuenta a sesenta mil hombres en ese mes, pero solo tres mil eran voluntarios, apenas treinta mil tenían armas y menos de diez mil tenían entrenamiento militar. El territorio bajo control del Comité —cerca de 21 000 km²— contaba con cerca de un millón de habitantes.
Pronto, sin embargo, la situación militar se deterioró con el refuerzo de las unidades soviéticas por parte de Trotski y el comienzo de los reveses del Komuch que, al igual que el Gobierno Provisional Siberiano, no acudió en auxilio del Comité, cada vez más escaso de pertrechos. Cada vez se hizo más difícil cubrir las bajas de los combates de agosto y septiembre, se tuvo que devolver a parte de los soldados a sus fábricas y no se logró el apoyo militar de las poblaciones no rusas de la región. A mediados de octubre, el Comité apenas contaba con la mitad de las fuerzas enemigas concentradas contra él por los soviéticos, unos cincuenta mil soldados. Los soviéticos cruzaron el Volga al norte de Kazán y marcharon sobre la ciudad. El 7 de noviembre, el 2.º Ejército soviético tomó Izhevsk tras un mes de combates y cinco días más tarde caía Vótkinsk. Decenas de miles de habitantes abandonaron la ciudad y muchos de ellos se unieron a las fuerzas de Kolchak.
Los bolcheviques ametrallaron públicamente a 800 obreros en la plaza principal de la localidad tras recuperarla. Cuando unidades obreras integradas en las fuerzas de Kolchak retomaron Izhevsk y Vótkinsk en marzo de 1919, se calculó que 7983 personas habían sido ejecutadas en la primera y alrededor de 5000 en la segunda durante el periodo de gobierno bolchevique.

## Consecuencias
La derrota del Comité no llevó al fin de la hostilidad contra los bolcheviques en la región y decenas de miles de soldados y refugiados partieron hacia Siberia para seguir combatiendo, primero sirviendo al Directorio de Omsk y más tarde a su sucesor, el almirante Aleksandr Kolchak. Reticentes hacia este por su aparente conservadurismo, los veteranos de Izhevsk lo consideraron el mal menor frente a los bolcheviques. Los restos del ejército del Comité se unieron al «ejército siberiano» del general Pepeliaev y participaron en la pasajera reconquista de Vótkinsk e Izhevsk en marzo de 1919.
La toma de la ciudad por el 2.º Ejército soviético puso fin efectivo a la rebelión, pero aisló al 3.er Ejército soviético más al norte que, sin respaldo y agotado por meses de combates ininterrumpidos, comenzó poco después una larga retirada en la que los bolcheviques perdieron Perm, centro de la región minera de los Urales, con gran cantidad de suministros, antes de que el recrudecimiento del frío impidiese nuevas maniobras militares en la región.